# Дубровский, Дмитрий Радомирович
Дмитрий Радомирович Дубровский (род. 24 июля 1973 года) — казахстанский профессиональный хоккеист.

## Карьера
Дмитрий Дубровский — воспитанник карагандинского хоккея.
В Межнациональной хоккейной лиге и Суперлиге России провёл 332 игры. В высшей лиге провёл 171 игру. В чемпионате Белоруссии провёл 58 игр.
Привлекался в сборную Казахстана. На чемпионате мира 2001 года провёл 5 игр, забил 2 шайбы и сделал 3 результативные передачи.
После окончания карьеры стал работать тренером. Работает в Подольске в спортивной школе «Витязь».